# 원죄

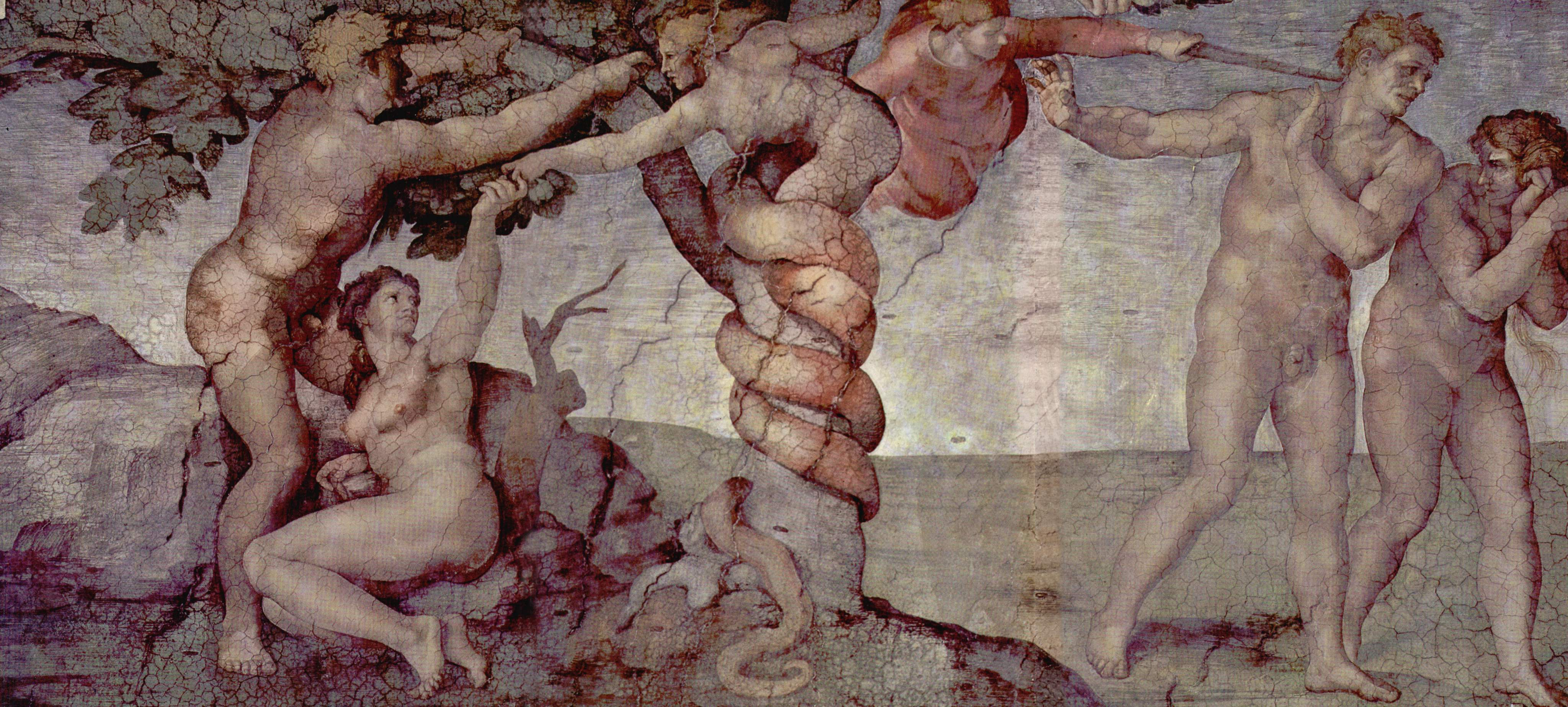
미켈란젤로가 묘사한 아담과 하와의 추방

원죄(原罪, 라틴어: peccatum originale, 영어: original sin)는 태초 인간인 아담과 하와가 하느님(신)과의 약속을 어긴 죄이다. 원죄 결과로 전 지구와 모든 인류가 타락하여 인간은 죄를 짓기 시작했다. 원죄를 극복하려면 중생이 필요하다고 주장하며,알렉산드리아 교회 지역에서 라틴어로 문헌을 작성한 아우구스티누스 영향이 큰 서방기독교의 주류 교리이다. 반면, 동방기독교에서는 죄에 대한 교리는 있지만 원죄에 대한 구체적인 교리는 없으며, 원죄가 아닌 "조상의 죄"에 해당하는 "프로파토리코 아마르테마"(προπατορικο αμαρτημα)의 개념이 있다.
3세기에 알렉산드리아를 중심으로 서방기독교에서 구체화하여 아우구스티누스가 '원죄(라틴어: peccatum originale)'라는 이름으로 주요 신학 이론으로 등장하였다. 아우구스티누스의 연구에 기반하여 카르타고 공의회와 제2차 오렌지회의에서 원죄 교리를 서방교회의 정통 교리로 승인하였다. 하지만 기독교 교리를 형성한 7대 보편공의회에서 교리로 확정하지는 않았다.
서방기독교 신학을 따랐던 마르틴 루터와 장 칼뱅 등의 종교개혁자들은 원죄가 욕정의 근원으로 세례 이후의 인간에서도 유지되며, 자유의지가 전적으로 타락하여 자발적으로 선한 행동을 못한다고 하였다. 반면 천주교에서는 세례시 원죄 역시 사해진다고 본다.

## 원죄론의 발달

### 출현
유대교는 인간의 본성이 어떤 한 사건 등으로 돌이킬 수 없이 더럽혀졌다고 보지 않는다. 이러한 견해는 사도 바울로가 처음 제안한 것인데, 사도 바울로는 아담의 행위로 죄와 죽음이 인류의 자연스러운 운명이 되었다고 보았다. 그러나 4세기 이전의 초대 교회에서는 원죄에 대한 구체적인 교리를 가지고 있지 않았다. 원죄의 개념은 신약성경이 작성된 후 수 세기 동안 초기 교회 교부들의 저술을 거치며 점진적으로 발전했다. 서기 1세기에서 2세기에 쓰여진 《디다케》, 《헤르마스의 목자》, 《바르나바의 편지》는 모두 아이들이 죄 없이 태어났다고 보았다. 같은 시기에 활동했던 로마의 클레멘스와 안티오케이아의 이그나티오스는 인류 전체에게 보편적인 죄가 있음을 인정했지만, 이것이 어떤 누구의 잘못에서 기인한 것이라고 설명하지는 않았다. 2세기 후반에 활동한 알렉산드리아의 클레멘스는 죄가 아담에게서 물려받은 것이라고 보았지만 죄의 유전에 대해서는 더 탐구하지 않았다.

### 아우구스티누스 이전
2세기 기독교 변증학자이자 철학자인 유스티노 순교자는 바울로 이후로 아담의 죄에 대한 이야기를 남긴 기독교인이다. 유스티노는 원죄에 대한 개념을 주장하지 않고 죄의 잘못은 그 죄를 범한 사람에게 주어진다고 보았다. 유스티노는 《트리포와의 대화》 86장에서 "그리스도는 아담 이래로 사망의 권세에 넘어져 독사의 잘못을 저지른 사람들, 각자 자신의 잘못으로 악을 범한 이들을 위해 십자가에 못박히셨다"라고 적었다. 또한 124장에서는 "인간[...]은 고통과 죽음으로부터 자유롭게, 하나님과 유사하게 창조되었다. 그들은 하나님의 가르침을 따를 때는 하나님의 자녀로 불릴 자격이 인정되었지만, 아담과 이브처럼 스스로 죽음을 자초했다"라고 적었다. 아우구스티누스가 원죄론의 영감을 얻었다고 주장한 이레네오는 아담의 죄가 후대가 인식하는 것 만큼 심각하다고 믿지 않았고, 그 죄가 초래한 결과에 대해서도 명확히 남긴 바가 없다.

### 아우구스티누스

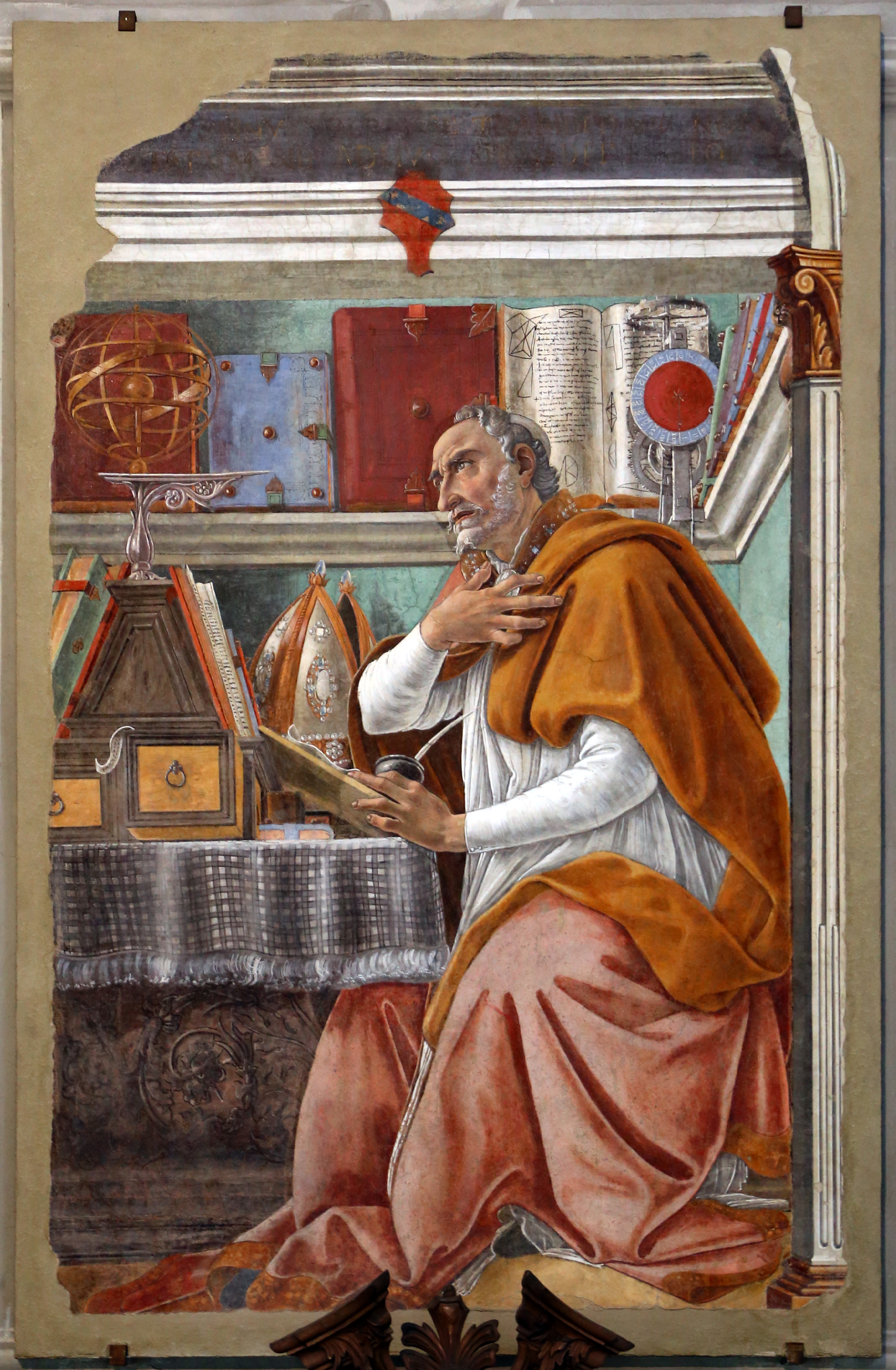
성행위를 통해 전달되는 원죄의 개념을 주장한 아우구스티누스.

4세기~5세기에 에 활동한 히포의 아우구스티누스는 아담의 죄가 "유해한 욕구"인 욕정으로 후대로 전달되어, 인간의 자유의지가 심각한 손상을 입어 인류는 저주를 받았다(massa damnata)고 보았다. 인류의 본성이 아담이 죄를 지은 순간부터 바뀌어, 아담은 타락하기 전에 죄를 짓거나 짓지 않는 것 중 선택할 능력이 있었지만, 아담의 타락 이후 전 인류는 죄를 짓지 않는 자유를 선택할 자유가 없어졌다고 보는 것이다. 아우구스티누스는 아담과 이브의 성적 번식을 통해 이 세상에 나타난 그들의 후손은 이제 단순히 심리학적 영역을 넘어서 형이상학인 의미의 죄 속에 살고 있다고 보았다. 그는 욕정이 실제로 존재하는 어떤 것이 아니라, 선의 결핍으로 생긴 빈 자리라고 주장했다.

## 성경적 근거
원죄론의 근거가 되는 성경적 근거는 일반적으로 다음과 같은데, 첫 번째와 마지막 구절은 왜 원죄가 '원(原)죄'라는 이름을 가졌는지 보여준다.
- 창세기 3장: 아담과 이브가 에덴 동산에서 쫓겨난 이야기.

- 시편 51장 5절: "실로, 나는 죄 중에 태어났고, 어머니의 태 속에 있을 때부터 죄인이었습니다. (공동번역)"

- 로마인들에게 보낸 편지 5장 12절~21절: "그러므로 한 사람으로 말미암아 죄가 세상에 들어왔고, 또 그 죄로 말미암아 죽음이 들어온 것과 같이 ..."[1]

## 창세기에서
원죄의 개념은 창세기의 아담과 하와의 이야기에서 유래하고 있다. 창세기의 1장에서 3장에 의하면 하느님의 형상대로 지음받은 아담과 하와는 하느님(神) 가까이에서 사는 것이 가능하고, 죽음과 질병이 없는 축복받은 낙원의 상황에 놓여 있었으며, 자연과의 완벽한 조화를 지키며 살고 있었다. 하느님은 아담에게 생육하고 번성하라는 계명과 더불어 에덴 동산에 있는 모든 나무의 열매를 먹는 것을 허락했으나, 중앙에 있는 선악을 알게 하는 나무의 열매 만큼은 먹는 것을 금지시켰다.
그러나 악마의 화신인 뱀은 하와를 교묘히 말로 속여, 선악을 알게 하는 나무의 열매를 먹게 하는 것에 성공했다. 아담도 하와에게 이끌려 열매를 먹고야 말았다. 두 사람은 돌연 나체인 것을 창피하게 여기여,(이전에는 이성에 대한 인식과 부끄러움을 모르고 지냈었다.) 얼른 무화과나무 잎을 몸에 둘렀다. 하느님은 이것을 아시고 징계하였다.
결과적으로 두 사람은 하느님과의 친밀한 교제를 잃었으며, 영원한 생명을 잃고, 자연과의 완전한 조화도 잃게 되었다. 하느님은 아담과 이브가 선악과(선악을 알게 해 주는 열매)를 먹은 것에 노하시고 에덴 동산으로부터 추방시켰다. 이른바 실락원이다.
두 사람의 죄의 결과로서 지상으로 추방된 상태는 그 자손에게도 이어지게 되었다. 두 사람의 자손들은 결코 죄를 뒤집어쓰고 있다는 것은 아니지만, 인간의 역사 그것이 낙원 추방 전의 하느님과의 교제의 부활을 바라는 노력이라는 것이라고 할 수 있다. 두 사람이 낙원에서 추방된 것은 열매를 먹어서인데 결국은 하느님의 계명 한 가지를 어겼기 때문이다.
하느님의 말씀에서 생각해 보면 만약 두 사람이 선악을 알게 해 주는 열매를 먹지 않았다면, 에덴 동산에서 영원한 삶을 사는 것이 가능하였지만, 한편 하느님의 말씀에 불순종한 결과로 인해 에덴동산에서 쫏겨난 아담과 하와는 땅에서 생육하고 번성하라는 말씀을 성취하게 되고, 타락한 결과로 그와 그의 후손들이 험난한 세상의 삶을 경험하여야 하는 상황에 놓이게 된 것이다.
원죄란 믿음은 아담의 타락(불순종)으로 인한 죄값이 자손들에게 유전되어 형벌을 받는다는 한 측면이 제시되고, 또한 이에 비교되는 믿음으로서 아담의 타락(불순종)으로 인한 죄는 그리스도의 대속 희생으로서 갚음이 되어 더 이상 죄의 유전 사슬은 존재하지 않고, 다만 자신의 죄에 대해서는 책임을 져야 한다는 점이 또 다른 한 측면이다.
어거스틴은 원죄의 본질이 우리 인간 자신에게로 기울어지는 것이라고 말했다.

## 로마서에서
로마서 5장 12-19에서 보는 관점은 '모든 인류에게 임한 사망의 원인이 바로 죄의 결과'이다. 죄가 한 사람, 즉 아담에게서 이 세상에 들어왔고, 그 결과로 사망이 모든 인류에게 임했다는 것이다. 12절에 아담안에 있다는 것은 아담의 죄가 우리 모든 인류의 것과 동일하다는 의미이다. 이 의미를 해석하는 데 아담은 온 인류를 대표하는 대표성의 원리가 필요하게 된다.

## 이슬람에서 원죄를 보는 관점
이슬람에선 하느님이 아담과 하와를 용서하였기 때문에 원죄가 없다고 본다.